# Con gli occhi dell'occidente
Con gli occhi dell'occidente (Under Western Eyes, tradotto in italiano anche come Sotto gli occhi dell'occidente) è un romanzo pubblicato nel 1911 da Joseph Conrad la cui trama si svolge a San Pietroburgo, in Russia, e a Ginevra, in Svizzera. Lo si può collegare a Delitto e castigo di Fëdor Dostoevskij per quanto riguarda lo studio della colpa: è considerato tra le più importanti e significative opere di Conrad e l'argomento trattato è molto vicino anche all'opera precedente dello stesso autore, L'agente segreto (The Secret Agent), pubblicata nel 1907. Entrambi sono, infatti, romanzi politici, che contengono la violenta denuncia dell'autore verso il dispotismo dello zar mentre contemporaneamente ci raccontano dell'avversione di Conrad stesso verso le idee rivoluzionarie tendenti alla negazione della libertà individuale.
La scrittura di questo romanzo, il secondo d'argomento non legato al mare, aveva preso quasi tutto l'anno 1909.

## Trama
Il protagonista è un giovane studente russo, Razumov, studioso e motivato. Un giorno, al rientro a casa, scopre che un suo compagno di studi, Victor Haldin, si nasconde nel suo appartamento. Haldin sembra essere un terrorista anarchico che ha apparentemente commesso un assassinio politico e, nella sua fuga dalla giustizia, si nasconde nell'abitazione di Razumov.
Victor invia l'amico a cercare un personaggio chiamato Ziemanitch, che lo potrebbe aiutare a fuggire con successo. Razumov è spaventato, ma fa in modo di non dimostrarlo a Haldin, e perciò, pur riluttante, accetta di collaborare, trovando poi Ziemanitch completamente in preda all'alcool. In un raptus di violenza lo picchia, per poi recarsi alla polizia e denunciare Haldin, che verrà catturato e giustiziato.
A questo punto, la narrazione si sposta a Ginevra, dove Nathalie, la sorella del giovane rivoluzionario, riceve la tragica notizia della morte del congiunto. Nelle sue ultime missive alla sorella, Victor aveva parlato proprio di un amico (Razumov) che si era comportato in modo gentile nei suoi confronti. La donna riesce a sapere che Razumov ha previsto di recarsi in Svizzera, e ne attende l'arrivo con ansia, pensandolo un caro amico del suo defunto fratello.
Gli occhi dell'occidente del titolo sono quelli di un professore inglese a cui Conrad affida la narrazione dei fatti per produrre un racconto imparziale e senza pregiudizi, fatti che sono comprensibili solo nel loro determinato contesto storico e sociale.

## Il romanzo e la vita dell'autore
Circa un mese dopo aver portato a termine, con molta rapidità, Il compagno segreto, Conrad riesce a finire anche il manoscritto di Con gli occhi dell'occidente e si reca immantinente da Pinker per avere un anticipo, che gli viene però rifiutato. Durante la lite che ne segue, l'agente lo invita sarcasticamente ad imparare infine l'inglese. 
Conrad era in effetti di nascita polacco, ma già a 5 anni era in grado di parlare il francese, mentre l'inglese lo aveva appreso durante gli anni passati in mare, quindi non prima dei 20. Ford Madox Ford, che gli era in gioventù stato molto amico ma che concluse la frequentazione con svariate cattiverie, raccontava che Conrad conosceva solo l'inglese pesante degli uomini di mare e quello artefatto e lontano dalla quotidianità delle riviste letterarie, senza aver la minima idea di come fosse in effetti la lingua usata dalle persone di un certo rango, tanto più che viveva isolato in campagna, e aveva per moglie una grassa zoticona, come ebbe a dire Virginia Woolf.
All'inizio del XX secolo, l'opera prima di Conrad (La follia di Almayer) aveva venduto poco più di 1000 copie, mentre sia L'agente segreto che Con gli occhi dell'occidente erano riuscite a raggiungere le 2/3000 copie, presso l'editore Methuen, come anche alcuni lavori pubblicati presso un editore abbastanza prestigioso della Liverpool di quei tempi, Blackwood, tra il 1897 e il 1902.
Non solo questo suo lavoro rese pochissimo al suo autore, ma fu per lui molto costoso, più di tutti gli altri, in molti termini; nella notte in cui aveva litigato con il suo agente per il rifiuto di quest'ultimo di pagargli l'ennesimo anticipo alla consegna del primo manoscritto, lo scrittore soffrì di un attacco di gotta devastante che lo lasciò immobilizzato nel letto, nello stesso studio dove aveva lavorato al romanzo, per ben quattro mesi. Una testimonianza di quanto fosse stato difficile questo periodo per Conrad ci viene da una lettera della moglie all'editore Blackwood:
Fortunatamente per Conrad, il suo agente, Pinker, aveva scelto una buona linea di promozione: riusciva a vendere i romanzi del suo protetto prima a puntate ai quotidiani e poi, nella loro interezza alla casa editrice.

## Edizioni
- Sotto gli occhi dell'Occidente, trad. di Aldo Traverso, Milano: A. Corticelli, 1928; Milano: Rizzoli, 1955 (dal 1979 con introduzione di Renato Oliva)
- Sotto gli occhi dell'Occidente, trad. di Teresa Novi, Milano: Bietti, 1929
- Sotto gli occhi dell'Occidente, trad. di Camillo Pellizzi, Milano: Bompiani, 1952, con introduzione di Piero Bigongiari
- Con gli occhi dell'Occidente, trad. di Renato Prinzhofer e Ugo Mursia, Milano: Garzanti, 1973 (fino al 1994; in Romanzi occidentali, Milano: Mursia, 1974, con introduzione di Franco Marenco
- Sotto gli occhi dell'Occidente, trad. di Gianna Lonza, Milano: Garzanti, 1995, con introduzione di Francesco Binni
- Con gli occhi dell'Occidente, trad. di Ettore Capriolo, Milano: Mondadori, 1998, con introduzione di Jeremy Hawthorn

## Adattamenti
Come da molte altre opere letterarie di Conrad, anche da questa è stato tratto più di un lavoro per la televisione: si possono ricordare una versione inglese del 1975 e una italiana del 1979, per la regia di Vittorio Cottafavi e tra i protagonisti Franco Branciaroli, Gerardo Amato, Gianni Santuccio, Franco Graziosi, Elisa Cegani, Raoul Grassilli, Milena Vukotic, distribuito in DVD da Rai Trade nel 2008.